# 武澤秀一
武澤 秀一（たけざわ しゅういち、1947年 - ）は、日本の建築家、建築学者。一級建築士。

## 来歴
群馬県前橋市生まれ。東京大学工学部建築学科卒業、同大学大学院工学系研究科修士課程（建築学専攻）中退。同大学助手を経て、用美強・建築都市設計代表取締役。
設計活動の傍ら、東京大学、法政大学非常勤講師として設計教育指導に当たった。
1988年東京都建築士事務所協会優秀賞。
1997年「西インドの石窟寺院に関する建築形態論的研究」で東大工学博士。東北文化学園大学教授を務めた。
作品に「所沢市立松井公民館」など。近年は日本の古代建築からアプローチした古代文化論を執筆。

## 著書
- 『空間の生と死 アジャンターとエローラ』文・写真 丸善・建築巡礼 1994年6月。ISBN 4621039679
- 『インド地底紀行』文・写真 丸善・建築探訪 1995年7月。ISBN 4621040634
- 『迷宮のインド紀行』新潮選書 2001年9月。ISBN 4106035057
- 『法隆寺の謎を解く』ちくま新書 2006年6月。ISBN 4480062602
- 『空海塔のコスモロジー』春秋社 2009年3月。ISBN 978-4393135457
- 『マンダラの謎を解く 三次元からのアプローチ』講談社現代新書 2009年5月。ISBN 978-4062879941
- 『神社霊場ルーツをめぐる』光文社新書 2009年12月。ISBN 978-4334035419
- 『伊勢神宮の謎を解く アマテラスと天皇の「発明」』ちくま新書 2011年3月。ISBN 978-4480065995
- 『伊勢神宮と天皇の謎』文春新書 2013年3月。ISBN 978-4166609086
- 『大仏はなぜこれほど巨大なのか　権力者たちの宗教建築』平凡社新書 2014年11月。ISBN 978-4582857566
- 『建築から見た日本古代史』ちくま新書 2017年4月。ISBN 978-4480069566
- 『持統天皇と男系継承の起源　古代王朝の謎を解く』ちくま新書 2021年5月。ISBN 978-4480073983
- 『天皇たちの寺社戦略　法隆寺・薬師寺・伊勢神宮にみる三極構造』筑摩選書、2024年10月。ISBN 978-4480018076

### 翻訳
- N・ペヴスナー、J.M.リチャーズ編『反合理主義者たち 建築とデザインにおけるアール・ヌーヴォー』香山壽夫、日野水信共編訳、鹿島出版会 1976年。全国書誌番号:75045312、NCID BN00547487。
- ヘンリー・ラッセル・ヒッチコック／フィリップ・ジョンソン『インターナショナル・スタイル』鹿島出版会〈SD選書〉 1978年6月。ISBN 4306051390
- パウル・フランクル『建築史の基礎概念 ルネサンスから新古典主義まで』香山壽夫監訳、宇佐見真弓、越後島研一共訳、鹿島出版会〈SD選書〉 2005年8月。ISBN 4306052400

## 註
1. ↑  『迷宮のインド紀行』著者紹介。
2. ↑  『法隆寺の謎を解く』著者紹介。
3. ↑  『空間の生と死』著者紹介。
4. ↑  『インド地底紀行』著者紹介。